# Paranita paulae
Espèce
Paranita paulae est une espèce d'araignées aranéomorphes de la famille des Trachelidae.

## Distribution
Cette espèce est endémique d'Argentine,. Elle se rencontre dans les provinces de Buenos Aires, d'Entre Ríos, de Corrientes et de Misiones.

## Description
Le mâle holotype mesure 2,40 mm et la femelle paratype 2,76 mm.

## Systématique et taxinomie
Cette espèce a été décrite par Ramírez et Grismado en 2024.

## Étymologie
Cette espèce est nommée en l'honneur de Paula Magariños. 

## Publication originale
(mai 2024).
- Ramírez & Grismado, 2024 : « Paranita, a new genus of spiders from northeastern Argentina (Araneae, Trachelidae). » Revista del Museo Argentino de Ciencias Naturales, Nueva Serie, vol. 26, no 1, p. 47-68.